# Timocko-lužnický dialekt

Timocko-lužnický dialekt na mapě srbochorvatského jazykového prostoru (štokavského), vyznačen je šedou barvou

Timocko-lužnický dialekt, (srbsky Тимочко-лужнички дијалект) představuje jeden z prizrensko-timocké oblasti dialektové oblasti, která tvoří hranici mezi srbským, makedonským a bulharským jazykem; jakýsi předěl mezi východními a západními jihoslovanskými jazyky. Rozšířen je v oblasti jihovýchodního Srbska, u hranice s Bulharskem. Kromě místního obyvatelstva jej používají také srbské komunity v jihozápadním Rumunsko.
Od standardního srbského jazyka se odlišuje řadou rysů, někdy typických pro východní jihoslovanské jazyky, někdy archaických srbských, či jindy původních. Je součástí torlackého nářečí, často vydělovaného ze standardní báze pro srbský jazyk, neboť se již v dávných dobách jeho vývoj (spolu s několika sousedními dialekty; svljuško záplanským a prizrensko jihomoravským) začal standardu vzdalovat.
Tento dialekt je nejsilněji integrován do tzv. balkánského jazykového svazu, tedy pomyslné skupiny jazyků, které - ač jsou si vzájemně nesrozumitelné - mají velkou řadu společných prvků, hlavně v oblasti gramatiky. Řada konstrukcí, které jsou flektivního typu byla nahrazena konstrukcemi analytickými, podobně, jako je tomu v bulharštině (komparativ a superlativ přídavných jmen, likvidace pádů, existence postpozitivních členů). Jednoduchý budoucí čas, který se procesem gramatikalizace vyvinul ze slovesa хтети se používá v analytičtější podobě a pomocné хтети se v něm nečasuje vůbec, na rozdíl od slovesa s plným významem. Infinitiv se nepoužívá zcela a nahradila jej typická balkánská konstrukce, tzv. "dakanje".
Timocko-lužnický dialekt nezná hlásky ć a đ, které jsou vyslovovány jako č a dž. Hláska ch zcela vypadává. U některých slov došlo k metatezi hlásek j a d (takže se lze setkat s poněkud česky znějícím dojde namísto standardního дође). Na rozdíl od srbského jazyka má tento dialekt (povětšinou) slabikotvorné L, které srbský jazyk postupem času ztratil (přeměnilo se postupně v U). Objevují se tak slova v tvarech, jako např. пекл, či влк; podobné rysy jsou typické například pro kajkavštinu.
Namísto rozsáhlého systému přízvuků, který je typický pro řadu srbských dialektů, má timocko-lužnický pouze jeden jediný přízvuk, který nemá ani melodickou hodnotu, ani délku. 
Namísto zájmena što/šta pro co se zde občas objevuje i tvar кво.